# George V metróállomás
A George V egy metróállomás Franciaországban, Párizsban a párizsi metró 1-es metróvonalán. Tulajdonosa és üzemeltetője a RATP.

## Nevezetességek a közelben
| Név                      | Típus                             | Koordináta                                               | Kép |
| ------------------------ | --------------------------------- | -------------------------------------------------------- | --- |
| Danish House in Paris    | művelődési ház kulturális központ | é. sz. 48,873056°, k. h. 2,298889°48.873056°N 2.298889°E |     |
| Fouquet's                | étterem                           | é. sz. 48,871381°, k. h. 2,301289°48.871381°N 2.301289°E |     |
| Hôtel Fouquet's Barrière | szálloda                          | é. sz. 48,871046°, k. h. 2,301295°48.871046°N 2.301295°E |     |
| Le Lido                  | kabaré színházépület              | é. sz. 48,872361°, k. h. 2,300561°48.872361°N 2.300561°E |     |
| Tunnel de l'Étoile       | közúti alagút cycling tunnel      | é. sz. 48,87310°, k. h. 2,29772°48.873100°N 2.297720°E   |     |
| avenue Marceau           | sugárút                           | é. sz. 48,869944°, k. h. 2,298063°48.869944°N 2.298063°E |     |
| avenue de Friedland      | sugárút                           | é. sz. 48,87434°, k. h. 2,30060°48.874340°N 2.300600°E   |     |

## Metróvonalak
Az állomást az alábbi metróvonalak érintik:
- 1-es metróvonal

## Kapcsolódó állomások
A metróállomáshoz az alábbi állomások vannak a legközelebb:
- Charles de Gaulle - Étoile (La Défense, 1-es metróvonal)
- Franklin D. Roosevelt (Château de Vincennes, 1-es metróvonal)